# Léon Gillaux
Léon Gillaux, né le 23 décembre 1919 à Fraire en Belgique et mort le 5 janvier 2006 à Gerpinnes en Belgique,, est un footballeur international belge.

## Biographie
Débutant à l'Union Sportive Fraire en 1936, il a été attaquant dans les deux principaux clubs de Charleroi. À partir de 1938, il rejoint le Sporting de Charleroi. Avec les Zèbres, il est champion de Belgique junior en 1939. Il a comme équipier René Thirifays et les deux joueurs dominent alors l'attaque carolorégienne. Lors de la saison 1942-1943, Léon Gillaux inscrit 34 buts en 26 matches de championnat, alors que son équipier en marque 39. Son efficacité de buteur lui vaut l'attention du sélectionneur national et, en 1945, Léon Gillaux joue deux matches internationaux avec les Diables Rouges et marque un but.
Il est meilleur buteur du championnat de Belgique de deuxième division en 1944 (en série A, avec 46 buts), en 1946 (avec 43 buts) puis en 1947 (en série B, avec 44 buts), année où son équipe rejoint l'élite après 32 matches sans défaite.
En 1950, il part chez les rivaux de l'Olympic, les Dogues jouent alors également en Division 1 et se classent dans la première moitié du championnat. Léon Gillaux termine sa carrière professionnelle dans ce club en 1953, quand il rejoint le club de Ham-sur-Sambre comme joueur-entraîneur avec lequel il atteint les 16e de finale de la Coupe de Belgique.
Il raccroche les crampons définitivement et devient entraîneur à part entière en 1956 avant d'embrasser la carrière de journaliste au quotidien de Charleroi Le Rappel.

## Statistiques

### En club
| Saison                | Club                  | Championnat             | Championnat | Championnat | Coupe(s) nationale(s) | Coupe(s) nationale(s) | Total | Total |
| Saison                | Club                  | Division                | M.          | B.          | M.                    | B.                    | M.    | B.    |
| 1938-1939             | Charleroi SC          | Division 1A (D2)        | -           | -           | -                     | -                     | 0     | 0     |
| 1939-1940             | Charleroi SC          | Compétition annulée     | -           | -           | -                     | -                     | 0     | 0     |
| 1940-1941             | Charleroi SC          | Compétition annulée     | -           | -           | -                     | -                     | 0     | 0     |
| 1941-1942             | Charleroi SC          | Division 1B (D2)        | -           | -           | -                     | -                     | 0     | 0     |
| 1942-1943             | Charleroi SC          | Division 1B (D2)        | -           | -           | -                     | -                     | 0     | 0     |
| 1943-1944             | Charleroi SC          | Division 1A (D2)        | -           | -           | -                     | -                     | 0     | 0     |
| 1944-1945             | Charleroi SC          | Compétition annulée     | -           | -           | -                     | -                     | 0     | 0     |
| 1945-1946             | Charleroi SC          | Division 1A (D2)        | -           | -           | -                     | -                     | 0     | 0     |
| 1946-1947             | Charleroi SC          | Division 1B (D2)        | -           | -           | -                     | -                     | 0     | 0     |
| 1947-1948             | Charleroi SC          | Division d'Honneur (D1) | -           | -           | -                     | -                     | 0     | 0     |
| 1948-1949             | Charleroi SC          | Division d'Honneur (D1) | -           | -           | -                     | -                     | 0     | 0     |
| 1949-1950             | Charleroi SC          | Division d'Honneur (D1) | -           | -           | -                     | -                     | 0     | 0     |
| Sous-total            | Sous-total            | Sous-total              | -           | -           | -                     | -                     | 0     | 0     |
| 1950-1951             | Olympic CC            | Division d'Honneur (D1) | 25          | 20          | -                     | -                     | 25    | 20    |
| 1951-1952             | Olympic CC            | Division d'Honneur (D1) | 20          | 4           | -                     | -                     | 20    | 4     |
| 1952-1953             | Olympic CC            | Division 1              | 2           | 0           | -                     | -                     | 2     | 0     |
| Sous-total            | Sous-total            | Sous-total              | 47          | 24          | -                     | -                     | 47    | 24    |
| 1953-1954             | Royal Ham FC          | Séries provinciales     | -           | -           | -                     | -                     | 0     | 0     |
| 1954-1955             | Royal Ham FC          | Promotion B (D4)        | -           | -           | -                     | -                     | 0     | 0     |
| 1955-1956             | Royal Ham FC          | Promotion C (D4)        | -           | -           | -                     | -                     | 0     | 0     |
| Sous-total            | Sous-total            | Sous-total              | -           | -           | -                     | -                     | 0     | 0     |
| Total sur la carrière | Total sur la carrière | Total sur la carrière   | 47          | 24          | -                     | -                     | 47    | 24    |

### En sélections nationales
| Saison                | Sélection             | Phases finales        | Phases finales | Phases finales | Éliminatoires CDM | Éliminatoires CDM | Matchs amicaux | Matchs amicaux | Total | Total |
| Saison                | Sélection             | Compétition           | M              | B              | M                 | B                 | M              | B              | M     | B     |
| --------------------- | --------------------- | --------------------- | -------------- | -------------- | ----------------- | ----------------- | -------------- | -------------- | ----- | ----- |
| 1944-1945             | Belgique aspirants    | -                     | -              | -              | -                 | -                 | 1              | 0              | 1     | 0     |
| 1948-1949             | Belgique aspirants    | -                     | -              | -              | -                 | -                 | 1              | 2              | 1     | 2     |
| Sous-total            | Sous-total            | Sous-total            | -              | -              | -                 | -                 | 2              | 2              | 2     | 2     |
| 1944-1945             | Belgique              | -                     | -              | -              | -                 | -                 | 1              | 1              | 1     | 1     |
| 1945-1946             | Belgique              | -                     | -              | -              | -                 | -                 | 1              | 0              | 1     | 0     |
| Sous-total            | Sous-total            | Sous-total            | -              | -              | -                 | -                 | 2              | 1              | 2     | 1     |
| Total sur la carrière | Total sur la carrière | Total sur la carrière | -              | -              | -                 | -                 | 4              | 3              | 4     | 3     |

### Matchs internationaux
| Matchs internationaux de Léon Gillaux, | Matchs internationaux de Léon Gillaux, | Matchs internationaux de Léon Gillaux,    | Matchs internationaux de Léon Gillaux, | Matchs internationaux de Léon Gillaux, | Matchs internationaux de Léon Gillaux, | Matchs internationaux de Léon Gillaux, | Matchs internationaux de Léon Gillaux, |
| #                                      | Date                                   | Lieu                                      | Adversaire                             | Résultat                               | Compétition                            | Club                                   | Notes                                  |
| -------------------------------------- | -------------------------------------- | ----------------------------------------- | -------------------------------------- | -------------------------------------- | -------------------------------------- | -------------------------------------- | -------------------------------------- |
| 1                                      | 13 mai 1945                            | Stade Municipal, Luxembourg, Luxembourg   | Luxembourg                             | D 1 - 4                                | Match amical                           | Charleroi SC                           | Titulaire et buteur.                   |
| 2                                      | 15 décembre 1945                       | Stade Oscar Bossaert, Bruxelles, Belgique | France                                 | V 2 - 1                                | Match amical                           | Charleroi SC                           | Titulaire.                             |

| Matchs aspirants de Léon Gillaux | Matchs aspirants de Léon Gillaux | Matchs aspirants de Léon Gillaux        | Matchs aspirants de Léon Gillaux | Matchs aspirants de Léon Gillaux | Matchs aspirants de Léon Gillaux | Matchs aspirants de Léon Gillaux | Matchs aspirants de Léon Gillaux |
| #                                | Date                             | Lieu                                    | Adversaire                       | Résultat                         | Compétition                      | Club                             | Notes                            |
| -------------------------------- | -------------------------------- | --------------------------------------- | -------------------------------- | -------------------------------- | -------------------------------- | -------------------------------- | -------------------------------- |
| 1                                | 21 avril 1945                    | Stade Maurice-Dufrasne, Liège, Belgique | Angleterre                       | N 1 - 1                          | Match amical                     | Charleroi SC                     | Titulaire.                       |
| 2                                | 13 mars 1949                     | Stade du Mambourg, Charleroi, Belgique  | Luxembourg                       | V 6 - 0                          | Match amical                     | Charleroi SC                     | Titulaire et buteur.             |

### Buts internationaux
| Buts internationaux de Léon Gillaux, | Buts internationaux de Léon Gillaux, | Buts internationaux de Léon Gillaux,    | Buts internationaux de Léon Gillaux, | Buts internationaux de Léon Gillaux, | Buts internationaux de Léon Gillaux, | Buts internationaux de Léon Gillaux, | Buts internationaux de Léon Gillaux, | Buts internationaux de Léon Gillaux, | Buts internationaux de Léon Gillaux, |
| #                                    | Date                                 | Lieu                                    | Adversaire                           | Résultat                             | Compétition                          | Détail                               | Détail                               | Détail                               | Cape                                 |
| ------------------------------------ | ------------------------------------ | --------------------------------------- | ------------------------------------ | ------------------------------------ | ------------------------------------ | ------------------------------------ | ------------------------------------ | ------------------------------------ | ------------------------------------ |
| 1                                    | 13 mai 1945                          | Stade Municipal, Luxembourg, Luxembourg | Luxembourg                           | D 1 - 4                              | Match amical                         | 86e                                  | non connu                            | 1-4                                  | 1re                                  |

| Buts aspirants de Léon Gillaux | Buts aspirants de Léon Gillaux | Buts aspirants de Léon Gillaux         | Buts aspirants de Léon Gillaux | Buts aspirants de Léon Gillaux | Buts aspirants de Léon Gillaux | Buts aspirants de Léon Gillaux | Buts aspirants de Léon Gillaux | Buts aspirants de Léon Gillaux | Buts aspirants de Léon Gillaux |
| #                              | Date                           | Lieu                                   | Adversaire                     | Résultat                       | Compétition                    | Détail                         | Détail                         | Détail                         | Cape                           |
| ------------------------------ | ------------------------------ | -------------------------------------- | ------------------------------ | ------------------------------ | ------------------------------ | ------------------------------ | ------------------------------ | ------------------------------ | ------------------------------ |
| 1                              | 13 mars 1949                   | Stade du Mambourg, Charleroi, Belgique | Luxembourg                     | V 6 - 0                        | Match amical                   | 35e                            | non connu                      | 1-0                            | 2e                             |
| 2                              | 13 mars 1949                   | Stade du Mambourg, Charleroi, Belgique | Luxembourg                     | V 6 - 0                        | Match amical                   | 43e                            | non connu                      | 2-0                            | 2e                             |

## Palmarès

### En club
|  |  | Charleroi SC - Championnat de Belgique de deuxième division (1) : - Champion : 1947 |  | Royal Ham FC - Championnat de Belgique de première provinciale (1) : - Champion : 1954 (Namur) |

### Distinctions individuelles
- Meilleur buteur du Championnat de Belgique de deuxième division en 1944 (46 buts, groupe A), en 1946 (43 buts) et en 1947 (44 buts).